# Europaparlamentsvalet i Belgien 1999
Europaparlamentsvalet i Belgien 1999 hölls den 13 juni 1999. Den holländskspråkiga väljarkåren utsåg 14 europaparlamentariker, den franskspråkiga 10 parlamentariker och den tyskspråkiga 1 parlamentariker för att representera Belgien i Europaparlamentet under mandatperioden 1999-2004. Valet var en del av Europaparlamentsvalet 1999. Samma dag hölls allmänna val och regionala val.

## Resultat

### Flamländska väljarkåren
| Parti/allians | Parti/allians | Röster  | %      | +/−    | Mandat | +/− |
| ------------- | ------------- | ------- | ------ | ------ | ------ | --- |
|               | VLD           | 847 099 | 21,88% | +3,52% | 3      | 0   |
|               | CVP           | 839 720 | 21,68% | −5,75% | 3      | −1  |
|               | Vlaams Blok   | 584 392 | 15,09% | +2,53% | 2      | 0   |
|               | SP            | 550 237 | 14,21% | −3,42% | 2      | −1  |
|               | VU-ID         | 471 238 | 12,17% | +5,08% | 2      | +1  |
|               | Agalev-Groen  | 464 042 | 11,98% | +1,25% | 2      | +1  |
|               | Vivant        | 67 107  | 1,73%  | +1,73% | 0      | 0   |
|               | Övriga        | 48 589  | 1,25%  | --     | 0      | 0   |

- Alla partier med mer än 50 000 röster är listade.

### Franskspråkiga väljarkåren
| Parti/allians | Parti/allians | Röster  | %      | +/−    | Mandat | +/− |
| ------------- | ------------- | ------- | ------ | ------ | ------ | --- |
|               | PRL-FDF       | 624 445 | 26,99% | +2,74% | 3      | 0   |
|               | PS            | 596 567 | 25,78% | −4,66% | 3      | 0   |
|               | Ecolo         | 525 316 | 22,70% | +9,68% | 3      | +2  |
|               | PSC           | 307 912 | 13,31% | −5,50% | 1      | −1  |
|               | FN            | 94 848  | 4,10%  | −3,77% | 0      | −1  |
|               | Vivant        | 55 133  | 2,38%  | +2,38% | 0      | 0   |
|               | Övriga        | 109 597 | 4,74%  | --     | 0      | 0   |

- Alla partier med mer än 50 000 röster är listade.

### Tyskspråkiga väljarkåren
| Parti/allians | Parti/allians | Röster | %      | +/−     | Mandat | +/− |
| ------------- | ------------- | ------ | ------ | ------- | ------ | --- |
|               | CSP-EVP       | 13 456 | 36,47% | +5,18 % | 1      | 0   |
|               | PFF           | 7 234  | 19,60% | −0,46%  | 0      | 0   |
|               | Ecolo         | 6 276  | 17,01% | +2,11%  | 0      | 0   |
|               | SP            | 4 215  | 11,42% | +1,15%  | 0      | 0   |
|               | PDB           | 3 661  | 9,92%  | −5,59%  | 0      | 0   |
|               | Vivant        | 1 198  | 3,25%  | +3,25%  | 0      | 0   |
|               | Övriga        | 860    | 2,16%  | --      | 0      | 0   |

- Alla partier med mer än 1 000 röster är listade.